# Mesopotamische leeuw
De Mesopotamische leeuw is een uitgestorven diersoort. Hij leefde tijdens de Neo-Assyrische periode (ca. 1000-600 v.Chr.).
De Mesopotamische leeuw leefde in de Mesopotamische Vlakte, waar het waarschijnlijk een te onderscheiden ondersoort vormde. Bijna alle antieke Mesopotamische voorstellingen van mannetjesleeuwen tonen volledige beharing van de onderbuik, hetgeen tot voor kort enkel werd vastgesteld bij de Berberleeuw (Panthera leo leo) uit Noord-Afrika en bij de meeste Aziatische leeuwen (P. l. persica) die in gevangenschap worden gehouden in koudere klimaten. Antieke bronnen van aangrenzende regio's bevatten geen verwijzingen naar leeuwen met soortgelijke beharing op de onderbuik, waardoor men vermoedt dat het onderscheidene fenotype van de in het oude Mesopotamië afgebeelde leeuwen (inclusief Babylon, Elam en Perzië) een uitgestorven ondersoort voorstelt. De meeste afbeeldingen van deze leeuwen vinden we terug in de context van een leeuwenjacht, hetgeen doet vermoeden dat deze ondersoort reeds in de oudheid door overbejaging is uitgestorven.